# Filbert Bayi
Filbert Bayi (Arusha, 23 de juny, 1953) és un ex atleta tanzà especialista en mig fons i 3000 metres obstacles.
Començà a destacar a la distància dels 1500 metres. El 1974 guanyà la medalla d'or als Jocs de la Commonwealth on derrotà el neozelandès John Walker. Va establir el rècord del món dels 1500 metres en aquesta competició amb un temps de 3:32.16. El 1975 també va batre el rècord del món de la milla a Kingston, Jamaica amb un temps de 3:51.0.
No va poder participar en els Jocs Olímpics de 1976 pel boicot que diversos països africans, entre ells Tanzània, realitzaren. Quatre anys més tard, Moscou 80 guanyà la medalla de plata als 3000 metres obstacles. També guanyà dues medalles d'or als Jocs Panafricans de 1973 i 1978.
Un cop retirat creà la Filbert Bayi Foundation per a joves esportistes, a Mkuza, a 50 km de Dar es Salaam. La fundació es creà el 2003. Bayi també creà escoles a Kimara i Kibaha.